# Steve Forbert
Samuel Stephen Forbert, detto Steve (Meridian, 13 dicembre 1954), è un cantautore e musicista statunitense.
Ha raggiunto la massima popolarità con il brano Romeo's tune  che raggiunse la undicesima posizione del Billboard Hot 100 del 1980.

## Discografia

### Album
- 1978 – Alive on Arrival
- 1979 – Jackrabbit Slim
- 1980 – Little Stevie Orbit
- 1982 – Steve Forbert
- 1988 – Streets of This Town
- 1992 – The American In Me
- 1995 – Mission of the Crossroad Palms
- 1996 – Rocking Horse Head
- 2000 – Evergreen Boy
- 2002 – Any Old Time (Songs of Jimmie Rodgers)
- 2004 – Just Like There's Nothin' to It
- 2007 – Strange Names & New Sensations
- 2009 – The Place And The Time
- 2012 – Over With You

### Live
- 1994 – Be Here Now: Solo Live
- 1996 – King Biscuit Flower Hour: New York, 1982
- 1997 – Here's Your Pizza
- 1998 – Be Here Again: Solo Live
- 2000 – Acoustic Live: The WFUV Concert
- 2000 – Live at the Bottom Line
- 2002 – Solo Live in Bethlehem
- 2004 – Good Soul Food - Live at the Ark Rolling Tide Records
- 2006 – It's Been A Long Time: Live Acoustic With Paul Errico

### Raccolte
- 1993 – The Best of Steve Forbert: What Kinda Guy?
- 2001 – Young
- 2002 – More Young
- 2003 – Rock While I Can Rock: The Geffen Years
- 2008 – Best of the Downloads Vols. 1 + 2
- 2009 – Down in Flames Rolling Tide

### DVD
- 2005 – The Steve Forbert DVD Anthology: You Cannot Win If You Do Not Play
- 2007 – On Stage at World Cafe Live
- 2007 – Steve Forbert In Concert

## Videoclip
Appare in un cameo nel video del brano Girls Just Want to Have Fun di Cyndi Lauper, interpretando il ruolo del ragazzo della protagonista.